# Wapedia
Wapedia fue un sitio web que adaptaba contenido de Wikipedia para poder visualizarse a través de dispositivos móviles, como celulares y PDAs haciendo uso del sistema de navegación WAP. Se lanzó en agosto de 2004 y fue operado por la compañía Taptu.
Ofrecía la versión más reciente de cada artículo por medio de una conexión similar a un proxy y una base de datos de artículos local. Esta combinación permitía, por una parte, el rápido acceso a los artículos actualizados y, por otra, carga y tráfico bajos para los servidores de Wikipedia.
Con el auge de los teléfonos inteligentes y la creación de la versión móvil oficial de Wikipedia, Wapedia dejó de estar disponible el 4 de noviembre de 2013, suspendiéndose los servidores de forma permanente.

## Características
- Las páginas largas se dividían en secciones más pequeñas para que entraran en las pantallas de los teléfonos móviles.
- Las imágenes estaban reducidas a la resolución de los dispositivos, comprimiéndose para reducir el ancho de banda.
- Servicio de búsqueda rápida, independiente de los servidores de Wikipedia.
- Soportaba los formatos móviles (WML) y XHTML.
- Variedad de idiomas, de los cuales se incluía el español. Al igual que la portada de Wikipedia, se podían escoger al ingresar a la página principal.[3]
- Mostraba versiones recientes de los artículos.
- Los usuarios podían configurar el tamaño de las imágenes y otras opciones, como el tamaño de la portada.
- A diferencia de Wikipedia, Wapedia se financia con avisaje publicitario a sabiendas de que era operada por una empresa particular.

## Imágenes

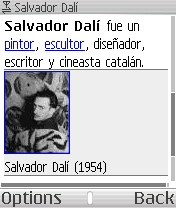
Parte inicial de un artículo.
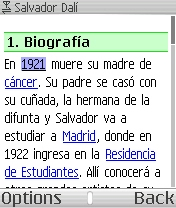
Texto mostrado en una sección.
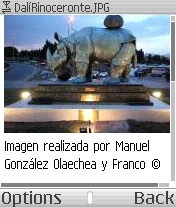
Imagen.